# 马若德
罗德里克·勒蒙德·麦克法夸尔（英語：Roderick Lemonde MacFarquhar，1930年12月2日—2019年2月10日），汉名馬若德，英國历史及政治学者、中国问题专家、政治人物，專精於文化大革命历史，曾任哈佛大學政府系教授。

## 生平
1930年12月2日出生于英属印度，父親為英國外交官亚历山大·麥克法夸爾爵士（Sir Alexander MacFarquhar）。1953年获得牛津大学基布尔学院学士学位。1955年毕业于哈佛大学远东研究专业，获硕士学位，成为《每日电讯报》记者，报道中国新闻。在代表英国工党多次参加竞选后，于1974年被选入英国下议院。但不久后开始批评工党领导层，导致他在1979年失去议席。1981年转投社会民主党，同年获伦敦大学博士学位。2019年2月10日于马萨诸萨州剑桥去世。

## 著作
- 《文化大革命的起源》
- 《剑桥中国史》第15卷《中华人民共和国史下卷 中国革命内部的革命 1966-1982年》（与费正清合著）
- 《毛泽东最后的革命》（与沈迈克合著）